# Thomas Moyle
Sir Thomas Moyle, né en 1500 au plus tard et mort le 2 octobre 1560, est un juriste et homme politique anglais.

## Biographie
Avocat issu de Gray's Inn à Londres, il devient juge de paix dans le comté du Kent en 1537. Cette même année, il est nommé membre d'une commission de quatre hommes chargés de « rétablir l'ordre » en Irlande après la récente rébellion. Après dix mois passés en Irlande, il est fait inspecteur des terres de la Couronne en Angleterre, ce qui la mène en missions à Reading et Glastonbury en 1539 puis à Calais et à Guînes en 1541. 
Il est très certainement député au parlement de 1539, puis est élu président (speaker) de la Chambre des communes du Parlement d'Angleterre en 1542. À cette occasion, il est fait chevalier. En tant que président, il établit pour la première fois le droit de la Chambre de décider, par la seule autorité des députés, la libération de l'un des leurs lorsque le sergent d'arme est mandaté pour faire libérer le député George Ferrers, emprisonné pour dettes. En 1543, Thomas Moyle soutient sans succès le « complot des prébendes » (en), mouvement de religieux conservateurs qui tentent de faire destituer l'archevêque de Cantorbéry Thomas Cranmer, mais ce revers « semble n'avoir eu aucun effet sur sa carrière ». Il est député de Rochester aux parlements de 1545, 1547, octobre 1553 et avril 1554. Il ne semble pas avoir d'« allégeance politique forte » durant ces années. En novembre 1554 il siège comme député de King's Lynn. Il est shérif du Kent de 1556 à 1557, et meurt en 1560. 